# Paracechorismenus guamae
Paracechorismenus guamae är en tvåvingeart som beskrevs av James 1950. Paracechorismenus guamae ingår i släktet Paracechorismenus och familjen vapenflugor. Inga underarter finns listade i Catalogue of Life.